# 現代物理学
現代物理学（）は、おおむね20世紀以降に発展した量子力学以後の物理学を指す。使われる文脈によっては、相対性理論も広義の現代物理学に含めることもある。

## 概要
19世紀の物理学の存在や時空に対する立場は、その当時共有されていたニュートン力学的な直感、物体の運動やあらゆる事象は常に定まっておりそれらは原理的に予測可能であること、時間の流れは一様で普遍的であることなど、という立場の中に概ね収まるものであった。しかしその一方で、19世紀に起こった電磁気学、熱力学および統計力学の技術的・理論的発展の中で、それらの理論では説明不可能な現象があることが実験的・理論的に知られるようになってきた。
19世紀の物理学における困難としては、ニュートン力学がガリレイ変換に対する対称性を持っているのに対し、電磁気学の理論はガリレイ変換対称性を持っていなかった。このことはニュートン力学の立場では、ある基準系に対して電磁気現象はマクスウェルの方程式によって記述されるが、基準系に対して運動している別の系では方程式の形が変化してしまうことを示していた。
別の困難として、統計力学におけるエネルギー等分配の法則の問題がある。真空中の電磁場の振動を、振動の波数成分によって分類すると、それぞれの波数に関する振動は、他の波数成分と互いに独立な調和振動子の運動として力学的に翻訳することができた。これをエネルギー等配分の法則と組み合わせることで、平衡状態における電磁場の放射のエネルギー密度を決定することができた。しかしながら、これによって得られる電磁場のエネルギーの体積密度は発散してしまい、各振動数に関する分布も実験とは一致しなかった。
これらの困難は、相対性理論や量子力学といった、ニュートン力学的な直感とは一見して相容れない理論の構築によって解決され、これらの理論体系が新たに自然の本質に据えられることになった。これらの新たな理論体系に基づく現代物理学、特に量子力学は、物理学・化学をはじめとした自然科学全体に爆発的な進歩をもたらし、工業的にも極めて重要なものとなった。現代物理学は数学と相互に発展しあい、哲学にも重要な問題提起を投げかけた。

### 微視的（ミクロ）

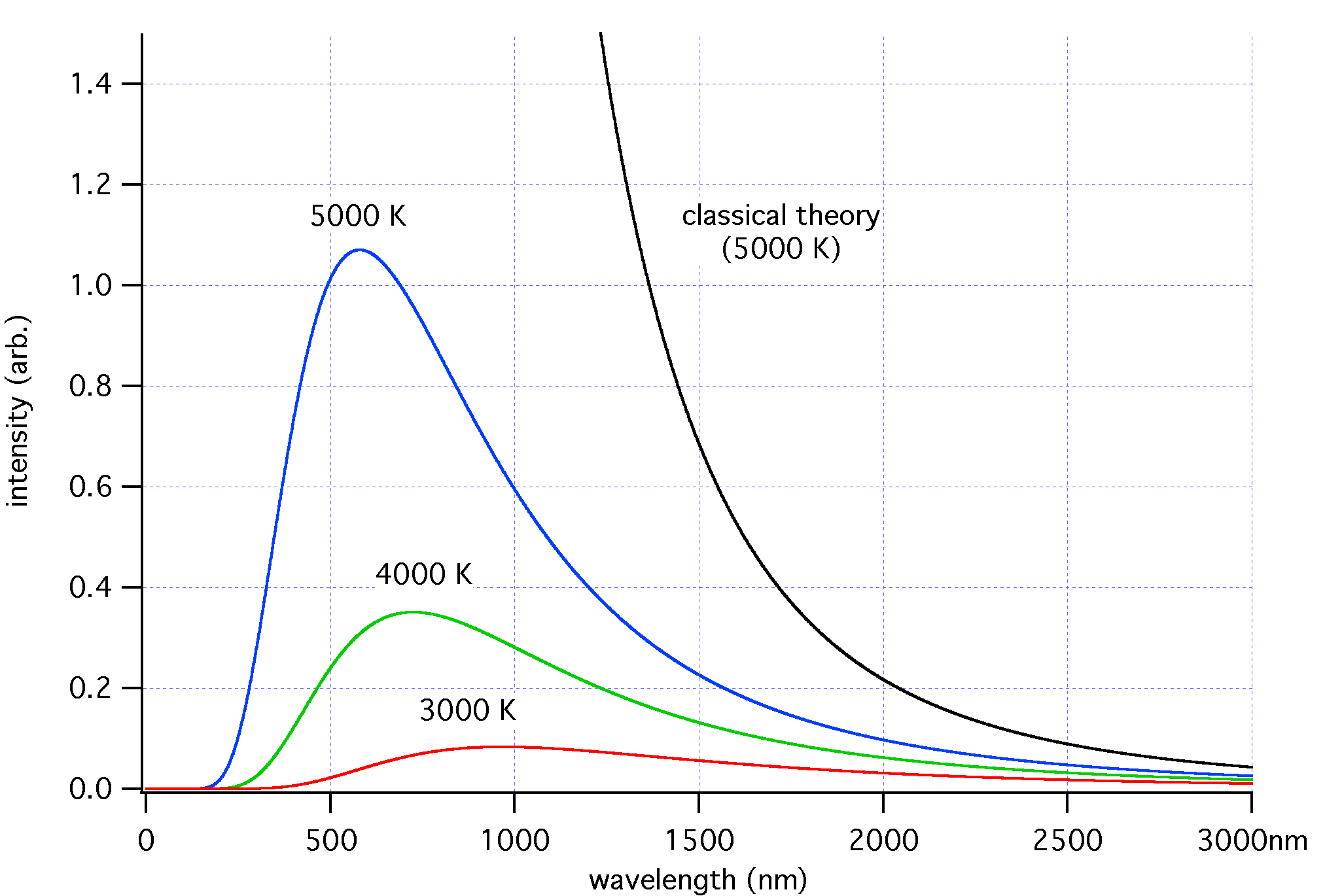
古典物理学では黒体放射を説明できない。「現代物理学」により、量子論を用いた説明がされる。

観測という行為が対象物に何らの変化ももたらさない立場に立っている古典物理学に対して、量子力学は観測によって対象物の状態が変化するという立場をとる。
なお、量子力学的効果は、電子や原子核などの微視的な粒子において顕著となる。
量子力学は、粒子と波動の二重性や確率解釈、不確定性原理、シュレーディンガー方程式等の、それまでの古典物理の常識が通用しない理論体系からなっている。量子力学における
- 系に含まれる全ての質点の質量、位置、速度が与えられれば、ニュートンの運動方程式からその後の質点の運動は決定されうる
- 質点の位置と運動量は、それぞれに独立して測定・決定されうる

といった古典物理のパラダイムが転換されたことに文脈上重きを置く場合、古典物理学と現代物理学をこの狭義の意味合いで区別する。

### 巨視的（マクロ）
一方、相対性理論は、時間と空間が相対的なものであるという立場をとる。
光速に近い速度での運動では特殊相対性理論による効果が、強い重力場においては一般相対性理論による効果が顕著となる。特殊相対性理論からは「時間の進み方は絶対的なものではなく観測者に依存して決まる」、一般相対性理論からは「重力の正体は時空に生じる歪みである」といった結論が得られ、これらもまたニュートン力学を前提とした概念を大きく変更する。

## 現代物理学の特質
一般に現代物理学の中核に関連すると考えられる話題としては、以下がある。
| - 原子模型 - 黒体放射 - フランク＝ヘルツの実験 - ガイガー＝マースデンの実験（ラザフォードの実験） - 重力レンズ - マイケルソン・モーリーの実験 | - 光電効果 - 量子統計力学 - トンネル効果 - 水星の近日点移動 - シュテルン＝ゲルラッハの実験 - 粒子と波動の二重性 |